# Hans-Heinrich Sante

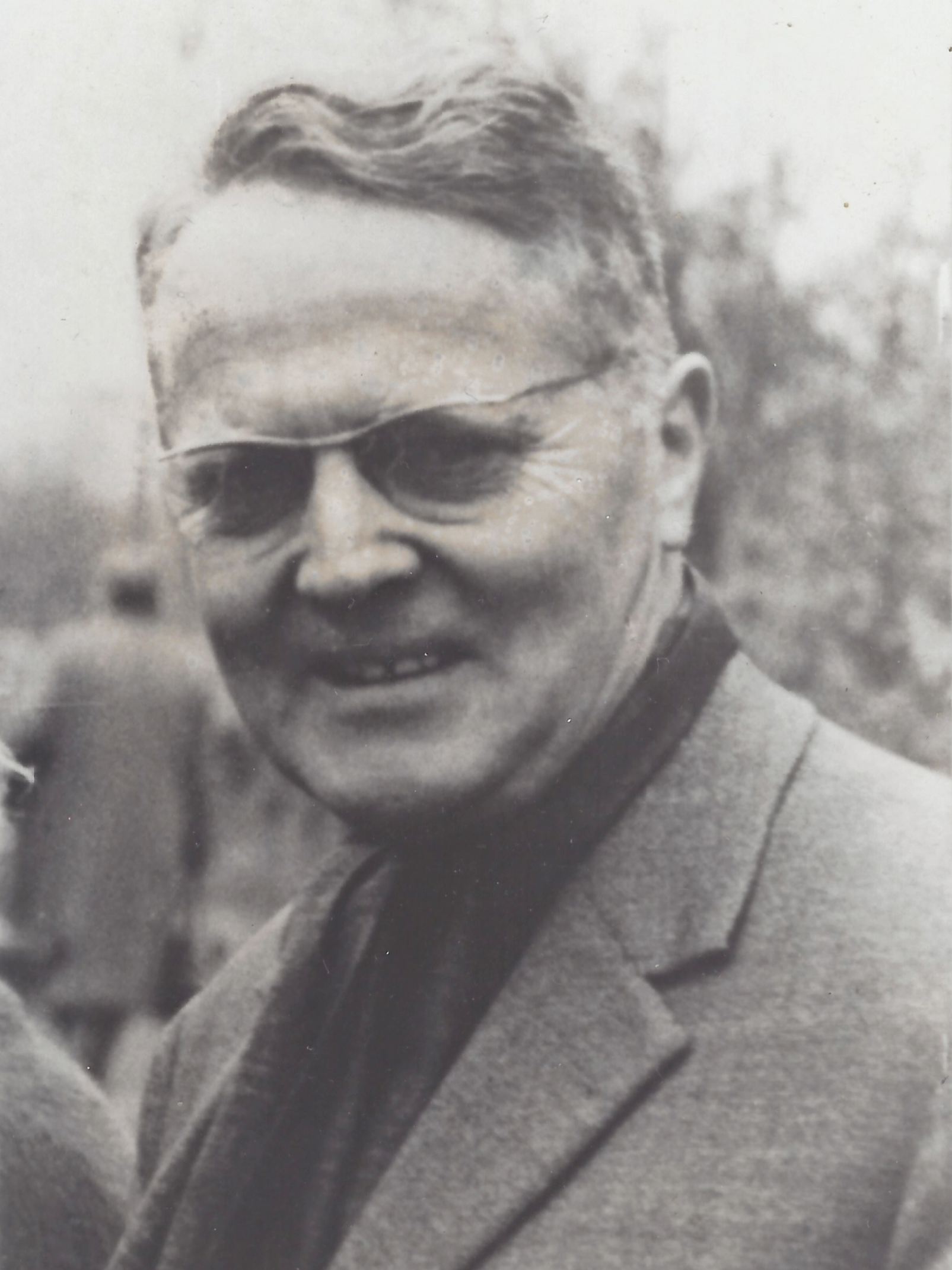
Foto von Hans-Heinrich Sante (ca. 1968)

Hans-Heinrich Sante (* 3. März 1908 in Elberfeld; † 17. September 1971 in Boston) war ein deutscher Diplomat.

## Leben und Wirken
Hans-Heinrich Sante wurde als sechstes Kind des Landgerichtspräsidenten Carl Sante und seiner Frau Hildegard Hagemann in Elberfeld geboren und legte 1928 seine Reifeprüfung am Sankt-Michael-Gymnasium in Münstereifel ab. Er ist der jüngste Bruder des Historikers und Archivars Georg Wilhelm Sante. Er studierte Rechtswissenschaften in Freiburg, Wien und Göttingen und legte 1933 sein erstes juristische Staatsexamen am Oberlandesgericht Celle ab.
Nach der zweiten juristischen Staatsprüfung am Kammergericht in Berlin im Jahre 1937 arbeitete er bis zu seiner Einberufung als Soldat im August 1943 im Reichswirtschaftsministerium in Berlin. Nach seiner Entlassung aus der Kriegsgefangenschaft im August 1945 war er von 1946 bis 1949 im Zentralamt, später Verwaltungsamt für Wirtschaft bzw. der Verwaltung für Wirtschaft des vereinigten Wirtschaftsgebiets (Bizonen-Verwaltung) in Frankfurt am Main tätig. 1949 wechselte er von dort in das Bundeswirtschaftsministerium in Bonn, wo er zuletzt als Referatsleiter für Nordamerika zuständig war.
1951 wurde er in den Geschäftsbereich des Auswärtigen Amts in Bonn übernommen, wo er zunächst als Referatsleiter in der Abteilung Handelspolitik eingesetzt war. 1956 erfolgte seine Versetzung als Gesandter an die deutsche Botschaft in Ottawa. Von dort kehrte er 1959 zurück in die Zentrale, wo er zuletzt die Unterabteilung Handelspolitik leitete. Von 1963 bis 1968 war er Gesandter an der deutschen Botschaft in Moskau, darunter über einen längeren Zeitraum als deren Geschäftsträger. 1968 wechselte er auf eigenen Wunsch als Generalkonsul nach Boston, USA, wo er 1971 verstarb.
Er war von 1951 bis 1954 Mitglied des Aufsichtsrats der Gesellschaft zur Förderung des Deutsch-Amerikanischen Handels mbH.
Die Republik Sudan zeichnete ihn im Jahr 1962 mit der III. Klasse des Ordens „Decoration of the two Niles“ aus. Im selben Jahr wurde ihm vom Kaiserreich Iran die III. Klasse des Homayoun-Ordens verliehen.
Bundespräsident Heinrich Lübke verlieh ihm am 28. Februar 1969 das Große Verdienstkreuz des Verdienstordens der Bundesrepublik Deutschland.
Hans-Heinrich Sante war verheiratet mit Eva-Maria Sante, geb. Kempf, Enkelin von Paul Kempf. Das Ehepaar hatte drei Söhne und eine Tochter.